# Srbljani
Srbljani falu Bosznia-Hercegovinában, Bihács községben, a Bosznia-hercegovinai Föderáció Una-Szanai kantonjában. 

## Fekvése
Bihács központjától légvonalban 10, közúton 12 km-re északkeletre, részben az Una jobb partján részben a Grmeč-hegy lejtői közötti karsztsíkságon, a Grmuš-Srbljani fennsíkon, a Mareševa glavica
(463 m) és Srpska glavica (597 m) alatt fekszik. Két részből áll, Gornji és Donji Srbljaniból. Donji Srbljani az Una jobb partján található, míg Gornji Srbljani egy dombon található Donji Srbljani felett. A település vízhiányos. Vizet a Kamenica-forrásból nyernek, amely a Jezerói tóba torkollik, ahol a marhákat itatják.

## Népessége
| Nemzetiségi csoport | Népesség 1991 | Népesség 2013 |
| ------------------- | ------------- | ------------- |
| Szerb               | 0             | 0             |
| Bosnyák             | 1271          | 929           |
| Horvát              | 1             | 7             |
| Jugoszláv           | 14            | 0             |
| Egyéb               | 6             | 44            |
| Összesen            | 1292          | 980           |

## Története
A falu feletti Grmeč-hegy lejtőin számos őskori települést találtak, az Una feletti Obrovacnál pedig Radoslav Lopašić szerint a középkorban vár is állt. Ennek elődje pedig szintén egy őskori település volt. Klisán még a törökök előtt volt templom.
A falu első lakói a Kurtovićok és az Alibabićok az 1791-es szisztovói béke után érkeztek Likából, amikor Lika még a Habsburg Birodalomhoz tartozott. A falu kezdetben a Jezero Srbljani nevet viselte, mivel az akkori muszlim Jezero falunak a szerbek által lakott része volt. Nevét is innen kapta. A Kurtuvićokról kapta a nevét a falu régi központi része, Kurtovo Selo, melyet akkor még Prdipoljénak neveztek. Lakói főként állattartásból éltek, mert a rendelkezésre álló földterület nem volt elég a népesség eltartásához.

## Nevezetességei
A határában emelkedő Srbljana glavica nevű magaslaton őskori erődítmény maradványai találhatók. Az általa elfoglalt terület 500 méter hosszú és 120 méter széles, melyet sáncrendszer védett. Legkiemelkedőbb része egy ovális teret lezáró félköríves sánc, ahol egy torony maradványai találhatók. Az erődítmény korát V. Radímsky a bronzkorra és a vaskorra teszi.